# Абраам, Пьер
Пьер Абраа́м (фр. Pierre Abraham, псевд.; настоящее имя — Пьер Блок, фр. Pierre Bloch; 1892 — 1974) — французский писатель, литературовед и журналист, общественный деятель. Участник движении Сопротивления. Член Компартии Франции. Младший брат писателя Жан-Ришара Блока.

## Биография
Родился 1 марта 1892 года в 8-м округе Парижа в семье инженера-эксплуатационника Ришара Блока. Также выучился на инженера (окончил Политехническую школу). В Первую мировую воевал в авиации. С 1927 года профессиональный журналист; некоторое время работал актёром. В 1933—1965 при издании «Французской энциклопедии» (фр. Encyclopédie française) руководил работой над томами, посвящёнными литературе и искусству.
Во время Второй мировой войны участвовал в движении Сопротивления и в звании полковника авиации принял участие в освобождении Ниццы, где с избранием городским мэром коммуниста Жана Медесена (фр. Jean Médecin) в 1947 году стал муниципальным советником и находился на этом посту до 1959 года. С 1949 года и до конца своих дней был главным редактором литературного журнала «Европа» (фр. Europe), основанного в 1923 году Роменом Ролланом. До 1960 года сотрудничал с изданием «Французские записки» (фр. Les Lettres françaises).
Умер в 4-м округе Парижа 20 мая 1974 года.

## Творчество
Пьер Абраам является автором монографий о творчестве О. Бальзака (1929) и М. Пруста (1930), которые были тепло восприняты критикой. Также писал театроведческие работы.
В 1951 году увидел свет его первый и единственный роман «Держись крепче!» (фр. Tiens bon la rampe!), который стал отражением приверженности автора антиимпериалистическим идеалам и «повествует о борьбе докеров и рабочих Ниццы за мир, против «атлантической» агрессивной политики правительства».
Перевёл на французский язык пьесы Бертольда Брехта и другие произведения немецкой литературы.

## Работы
- «Бальзак» (фр. Balzac, 1929)
- «Образы» (фр. Figures, 1929)
- «Пруст» (фр. Proust, 1930)
- «Люди у Бальзака» (фр. Créatures chez Balzac, 1930)
- «Физика театра» (фр. Le physique au théâtre, 1933)
- «Один образ, два лица» (фр. Une figure, deux visages, 1934)
- «Три брата», автобиография   (фр. Les trois frères, 1971)
- «Фрейд» (фр. Freud, 1974)